# Амфиполски лъв
Лъвът на Амфиполис (на гръцки: Λέων της Αμφίπολης) е монументална мраморна скулптура, изобразяваща лъв седнал на задните си крака, който се намира над руините на древния град Амфиполис.
Античният паметник е пазител на Амфиполската гробница, разкопана през 2014 година. Скулптурата на лъва е сглобена в края на 1930 година, като дотогава останките са разпръснати. Античният паметник се датира от края на IV век пр.н.е. В елинистическата епоха статуи на лъвове са използвани като свещени символи от македоните по цялата територия, завлядана от Александър Велики. Лъвът на Амфиполис се счита за най-големия и емблематичен археологически паметник на Амфиполис.
През 1940 година американският историк от Харвардския университет Оскар Брунер определя лъва като страж на гробницата на Лаомедон Митиленски.
В началото на август 2014 година министър-председателят на Гърция Андонис Самарас лично инспектира започналото проучване и разкопаване на могилата, чийто пазител е лъвът на Амфиполис, след като на входа и са разкрити и два сфинкса, които я пазят. Главният археолог на разкопките Катерина Перистери смята, че Лъвът на Амфиполис първоначално е служил за пазител на гробницата и коронясвал могилата.
В 1958 година лъвът е обявен за защитен исторически паметник.